# Galium japonicum
Galium japonicum là một loài thực vật có hoa trong họ Thiến thảo. Loài này được Makino mô tả khoa học đầu tiên năm 1895.